# Der verkaufte Großvater (1962)
Der verkaufte Großvater ist eine deutsche Filmkomödie von Hans Albin aus dem Jahr 1962.

## Handlung
Nikodemus Köberl, genannt Kreithofer-Großvater, hat den Schalk im Nacken und bringt mit seinen Streichen seinen Sohn und dessen Ehefrau im kleinen Dorf Perlbach zur Verzweiflung. Enkel Michael lernt in München das Apothekerhandwerk und trifft hier zufällig die junge Eva, genannt Ev, die an der Modeschule studiert. Beide verlieben sich.
In Perlbach ist unterdessen nach einer Panne auch Evs Stiefvater Friedrich Wilhelm Dünkelberg gelandet. Wirt Haslinger steckt ihm, dass auf einem Grundstück des Dorfs eine Heilquelle existiert, von der nur er weiß. Haslinger plant nun, aus Perlbach einen Kurort zu machen. Dazu muss er das Grundstück erwerben. Es stellt sich heraus, dass es dem Bruder des Kreithofer-Großvaters gehört, der in die USA ausgewandert ist und dort ohne Wissen des Großvaters bereits verstorben ist. In den USA wiederum weiß niemand, dass in Deutschland noch Erben existieren und so lässt sich Haslinger den Großvater verkaufen. Die Familie spielt das Spiel mit: Zum einen können sie das Geld gebrauchen, da sie Schulden bei Haslinger haben und zum anderen wissen sie, dass der gewitzte Großvater schon weiß, wie er aus der ganzen Sache herauskommen wird.
Großvater nutzt die Familie nun aus, stellt sich krank und erfährt bald durch Zufall vom Grundstück und der Heilquelle. Die Dünkelbergs hoffen, dass Großvater sein Testament auf sie ausstellen wird und sie so das Grundstück samt Quelle billig erben können. Nur Ev ahnt von den Machenschaften nichts, ist jedoch betrübt, dass ihr Stiefvater und ihre versnobte Mutter Michael als Schwiegersohn ablehnen, weil er keinen Besitz hat. Großvater bringt schließlich alles zu einem guten Ende: Er schenkt Michael das Grundstück mit Heilquelle, vermacht seinen restlichen Besitz jedoch den Dünkelbergs. Am Ende kann er die Verlobung von Ev und Michael bekannt geben, der nun als Besitzer des Grundstücks ein willkommener Schwiegersohn für die Dünkelbergs ist.

## Produktion
Der verkaufte Großvater ist eine modernisierte Verfilmung der gleichnamigen Volkskomödie von Anton Hamik. Die Außenaufnahmen entstanden unter anderem in Amsterdam, die Innenaufnahmen im Filmatelier Göttingen. Die Uraufführung des Films fand am 22. März 1962 statt.
Im Film sind zahlreiche Schlager zu hören:
- Ted Herold – Twist
- Lolita – Der Ruß und der Hexenschuß; Der jodelnde Postillon
- Nina & Frederik – Maladie d’amour
- Vivi Bach – Sieben süße Küsse
- Hans Moser – Wenn der Hergott net will
- Erika von Thellmann und Hubert von Meyerinck – Guten Abend, gute Nacht
- Harald Juhnke – Ich bin verliebt in das ganze Ballett

Es spielt zudem Max Greger mit seinem Orchester.

## Kritik
Der film-dienst befand, dass „die Handlung […], kaum daß sie sich zeigt, den unbekümmert eingeblendeten Schallplatten zum Opfer [fällt]. Schlagermusik, Klamauk und eine gewisse Art Schwachsinn (Beppo Brem, Hubert von Meyerinck) beherrschen die angeblich ländliche Szene.“
Das 1990 vom film-dienst herausgegebene Lexikon des internationalen Films nannte den Film „eine Neuverfilmung mit Schlagereinlagen, bei der auf Handlung und Qualität wenig Wert gelegt wurde.“